# Bundesautobahn 25
Die Bundesautobahn 25 (Abkürzung: BAB 25) – Kurzform: Autobahn 25 (Abkürzung: A 25) – führt vom Autobahndreieck Hamburg-Südost über Bergedorf nach Geesthacht.
Die A 25 wird auch Marschenautobahn genannt, weil sie ausschließlich durch das flache Marschland der Hamburger Vier- und Marschlande sowie die Marsch zweier Gemeinden im Kreis Herzogtum Lauenburg führt.

## Geschichte

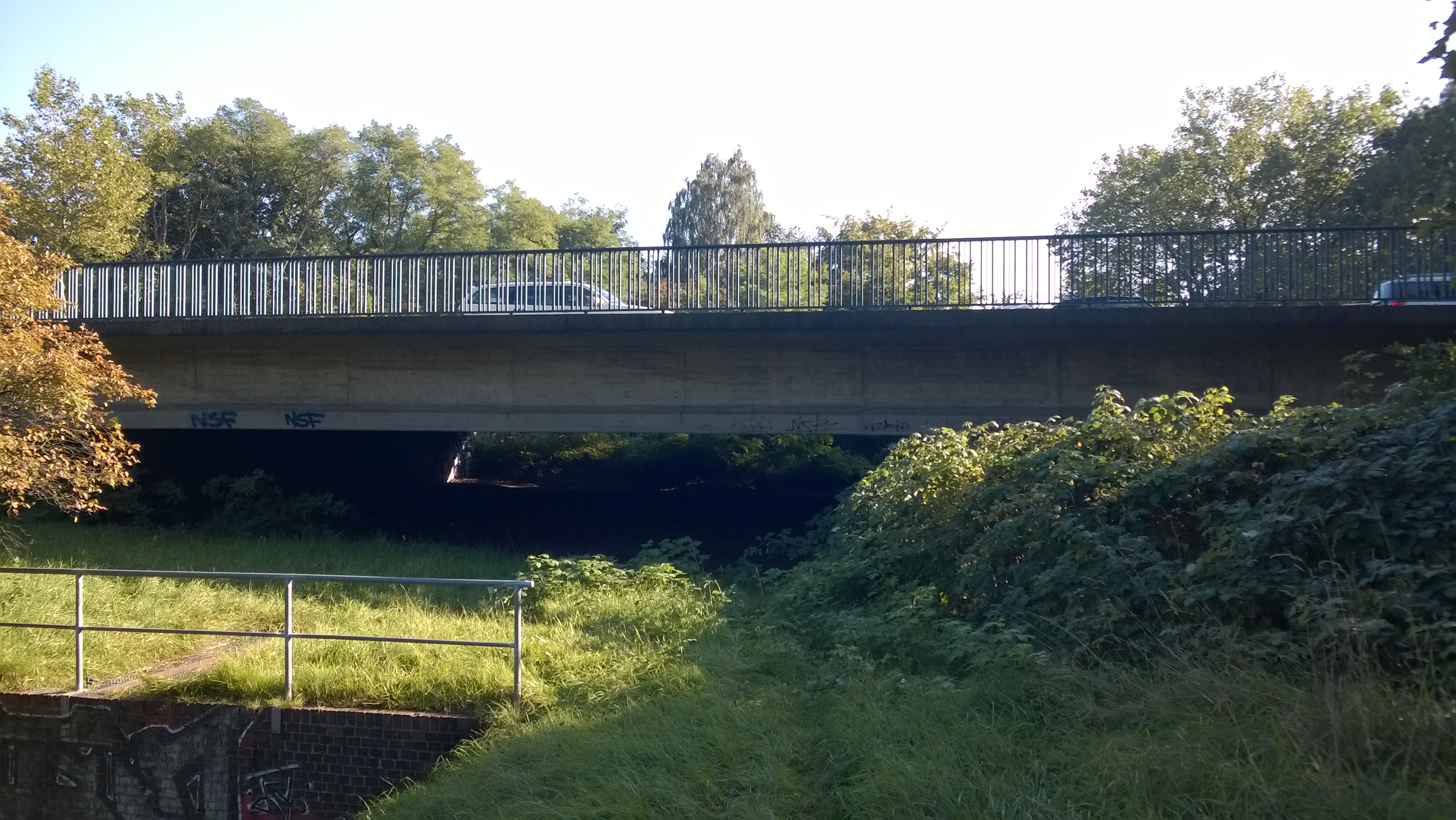
Brücke auf der Hebebrandstraße, die die A 25 überspannen sollte

Erste Überlegungen zum Bau einer Marschenstraße wurden bereits 1925 von der Hamburger Bürgerschaft angestellt und in den 1960er Jahren wieder aufgegriffen, als die weiter nördlich verlaufende B 5 zusehends an ihre Kapazitätsgrenzen stieß. Nachdem in der Vorplanung fünf mögliche Trassen untersucht worden waren, begannen die Bauarbeiten 1978, die Fertigstellung war für 1981 vorgesehen.
Ursprünglich sollte als A 25 eine Autobahn von Hamburg über Lauenburg/Elbe, Dannenberg (Elbe) und Klietz nach Wustermark westlich von Berlin und zur dortigen A 10 gebaut werden.
Auf Hamburger Gebiet bestanden Planungen für eine Weiterführung über den Horner Kreisel (A 24), die City Nord und den Hamburger Flughafen bis zur A 7 in Höhe Norderstedt. Die Pläne für diese sogenannte „Osttangente“ wurden weitgehend aufgegeben, allerdings gibt es noch einige Bauvorleistungen wie die Brücke des Jahnrings und Hebebrandstraße über die noch freigehaltene Trasse. Die Osttangente sollte hier als Verlängerung der Sengelmannstraße etwa parallel zur S-Bahn bis zum Barmbeker Stichkanal verlaufen. Dieser wäre für die A 25 überbaut worden, ebenso Teile des Osterbekkanals. Landflächen entlang der geplanten Autobahntrasse wurden überwiegend durch Kleingärten freigehalten. Entlang des Stadtparks sollen auf diesen Flächen in den nächsten Jahren großflächige Wohngebiete entstehen. Teile der Planungen kann man noch immer in alten, aber noch gültigen, Bebauungsplänen der Stadt Hamburg sehen. Beispiel hierfür ist der „Bebauungsplan Eilbek5/Marienthal3“. In diesem sind noch immer detaillierte Planungen zum Verlauf der Strecke sowie einzelnen Zufahrten eingezeichnet.
Mit der Ortsumgehung Fuhlsbüttel wurde in den 1990er Jahren eine richtungsgetrennte jeweils zweistreifige Bundesstraße entlang eines Teils der A 25-Planung gebaut. Entlang der südlichen Verlängerung wurde im Stadtteil Alsterdorf entlang der ursprünglich vorgesehenen Trasse die Sengelmannstraße auf zwei Streifen je Richtung bis zur Hebebrandstraße ausgebaut.
Auf den östlich der City Nord freigehaltenen Flächen wurde ein neues Wohnquartier (Pergolenviertel) gebaut, so dass die ursprünglich geplante durchgehende Verbindung von Sengelmann- und Saarlandstraße künftig nicht mehr realisiert werden kann.

## Planungen
Es ist geplant, im Zuge der zukünftigen Ortsumgehung Geesthacht die A 25 bis zur B 404 bei Hohenhorn zu verlängern und Richtung Lauenburg/Elbe als zweistreifige B 5 weiterzuführen. Die A 25 soll dabei zwischen ihrem heutigen Autobahnende und der zukünftigen Anschlussstelle Geesthacht-Nord den Geesthang überqueren. Dazu soll sie über eine 530 Meter lange Straßenbrücke und durch einen 75 Meter langen Tunnel geführt werden, um einen Höhenunterschied von 30 Meter zu überwinden.
Dieses 90 Millionen Euro teure Projekt ist in der Region aufgrund der von Kritikern befürchteten Zerstörung des Naturraums im Bistal und des erwarteten Anwachsens des Verkehrs in den umliegenden Gemeinden sehr umstritten.

## Bezeichnung
Obwohl die Autobahn überwiegend in West-Ost-Richtung verläuft, ist sie entgegen der üblichen Systematik mit einer ungeraden Zahl nummeriert, die sonst nur Autobahnen in Nord-Süd-Richtung tragen. Der Grund hierfür könnte der geplante Verlauf des südöstlichen Teilstücks bis zur A 10 sein, das später aus der Planung gestrichen wurde.